# Lasianthus umbellatus
Lasianthus umbellatus là một loài thực vật có hoa trong họ Thiến thảo. Loài này được (Kuntze) Kuntze ex T.Durand & B.D.Jacks. mô tả khoa học đầu tiên năm 1903.